# Sangisälven
Sangisälven (auch Sangis älv) ist ein Fluss in Norrbottens län im Norden Schwedens.
Der Fluss trägt in seinem Oberlauf den Namen Raitajoki. Dieser mündet in den See Miekojärvi.
Als Kukasjoki verlässt er diesen in südlicher Richtung, durchfließt mehrere kleinere Seen und heißt ab Lappträsk dann Sangisälven. Sein größter Nebenfluss, Korpikån trifft bei Björkfors auf den
Sangisälven. Südlich von Sangis mündet der Fluss schließlich in den Sangisfjärden, eine Bucht des Bottnischen Meerbusens.
Das Einzugsgebiet umfasst 1230 km².
Der Fluss bildet die Sprachgrenze zum Tornedalfinnisch. Sangisälven eignet sich zum Paddeln.